# Can Nicolau Ric
Can Nicolau Ric és una obra del municipi de Martorell (Baix Llobregat) protegida com a bé cultural d'interès local.

## Descripció
Es tracta d'un edifici de planta baixa i dos pisos, construït amb pedra (planta baixa) i maó. La façana és de decoració molt senzilla; destaca a l'interior el pati central.
Compta amb una important ornamentació que presenten les mènsules de les peanyes, de dimensió allargada, tenen en relleu el mateix dibuix, una estilitzada fletxa que es repeteix a les baranes de ferro forjat dels balcons. Les obertures balconeres del primer pis s'obren a unes estances amb pintures al fresc, en el sostre, de principis de segle. És de colors llampants, temàtica profana, floral i amb petites referències mitològiques.